# 阿尔巴尼亚历史
阿尔巴尼亚历史是欧洲历史的一部分。

## 古代

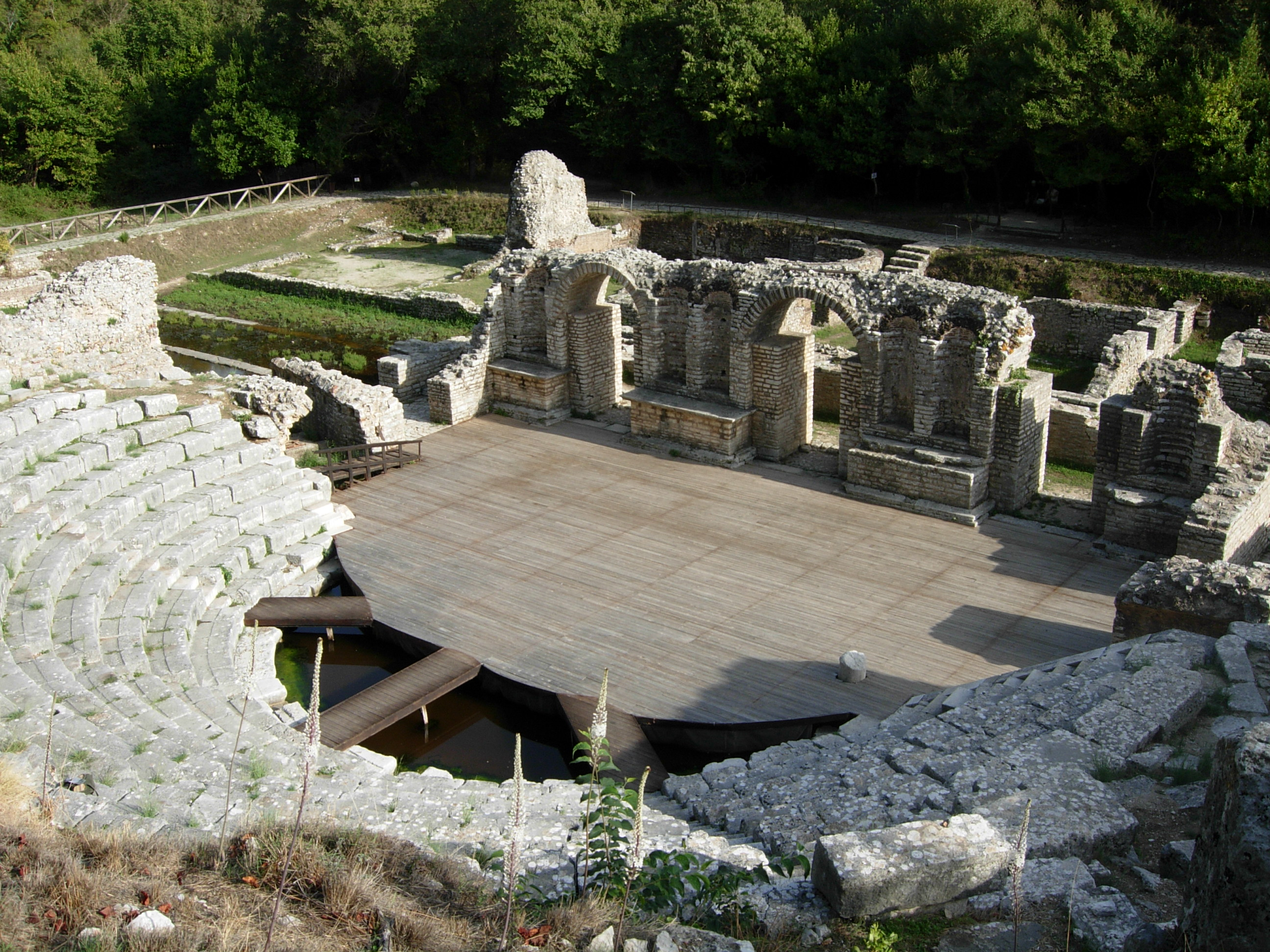
布特林特剧场

考古发现证实，约在十萬年前的旧石器时代中晚期，已有先民在阿爾巴尼亞地域活动。

### 伊利里亞人
在古代，伊利里亚人居住在西巴尔干半岛，包括阿尔巴尼亚，並被阿尔巴尼亚人认为是其祖先。

### 希臘人
前6世纪，希腊人开始在阿尔巴尼亚的海岸建立殖民地，並留下拉奇、都拉斯等城市。
前5世纪，当地部落酋长建立一些短暂的国家，但在其建立者死后都快速瓦解。
前231年至前229年，伊利里亚人的女王特塔（Teuta）拥有一支自己的舰队在地中海上抢劫，甚至古罗马的商队都受到她的威胁。罗马为此派军队到伊利里亚来消灭这个威胁。
前229年至前228年，罗马与伊利里亚第一次交战。一些希腊城市成为罗马的保护区。

### 羅馬新伊庇魯斯及馬其頓行省
前27年，奧古斯都征服伊利里亚，使其成为罗马行省。但其多山的内地并沒有彻底羅马化，因此伊利里亚方言在当地居民中被保留下来，在中世纪演变为阿尔巴尼亚语。

### 基督化
基督教很早就在阿尔巴尼亚普及开来。据说圣保罗曾来到过伊利里亚。最早的今天考古学能够证明的教堂建于4世纪。
395年，罗马帝国分裂，阿尔巴尼亚北部归西罗马，南部归东罗马，導致現今阿尔巴尼亚北部天主教盛行，南部多为东正教。

## 中世纪

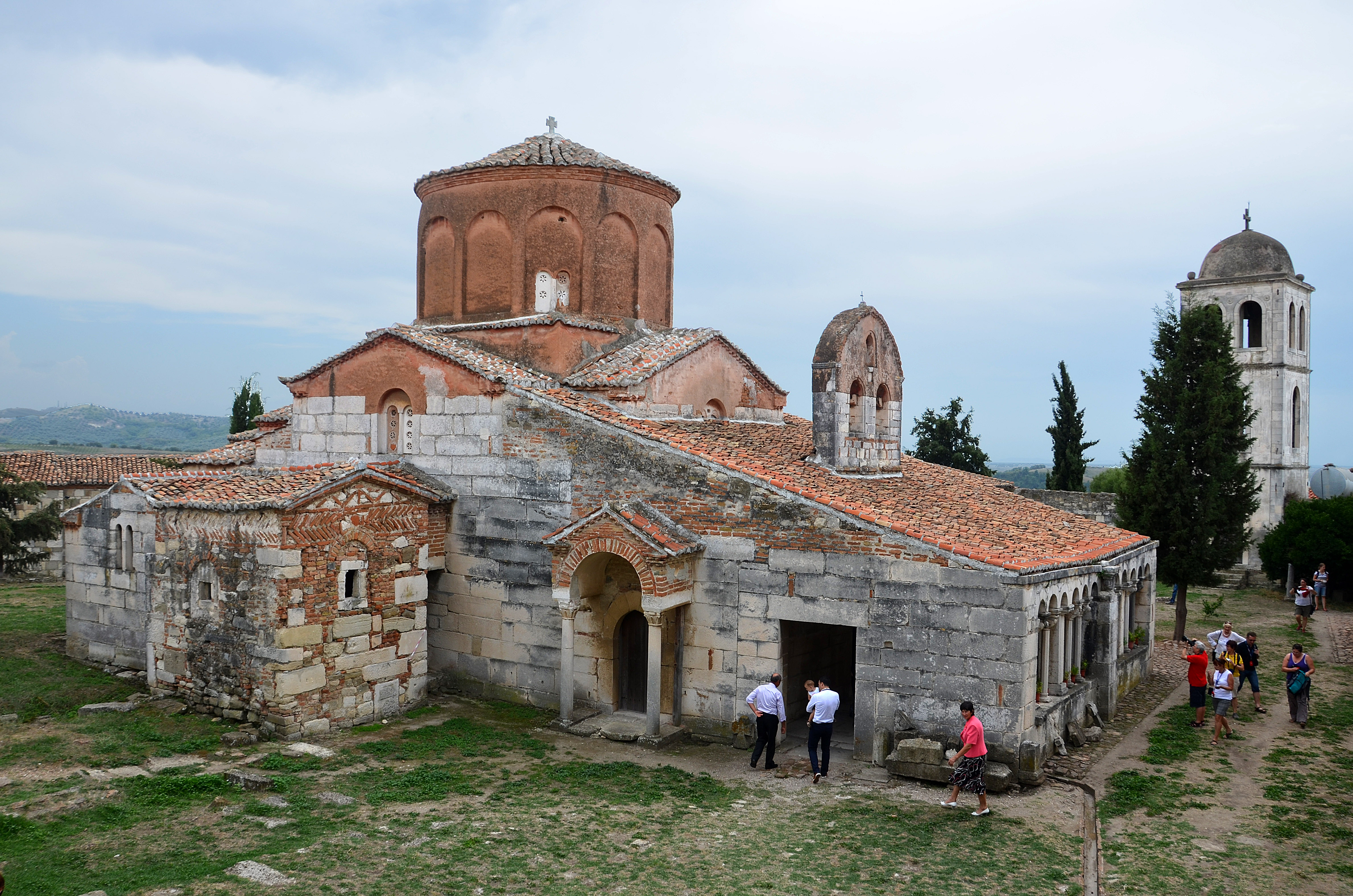
阿波罗尼亚（今波扬）的圣玛丽修道院

阿尔巴尼亚分裂为多个小公国，或被外国控制（塞尔维亚、那波利、威尼斯等）。

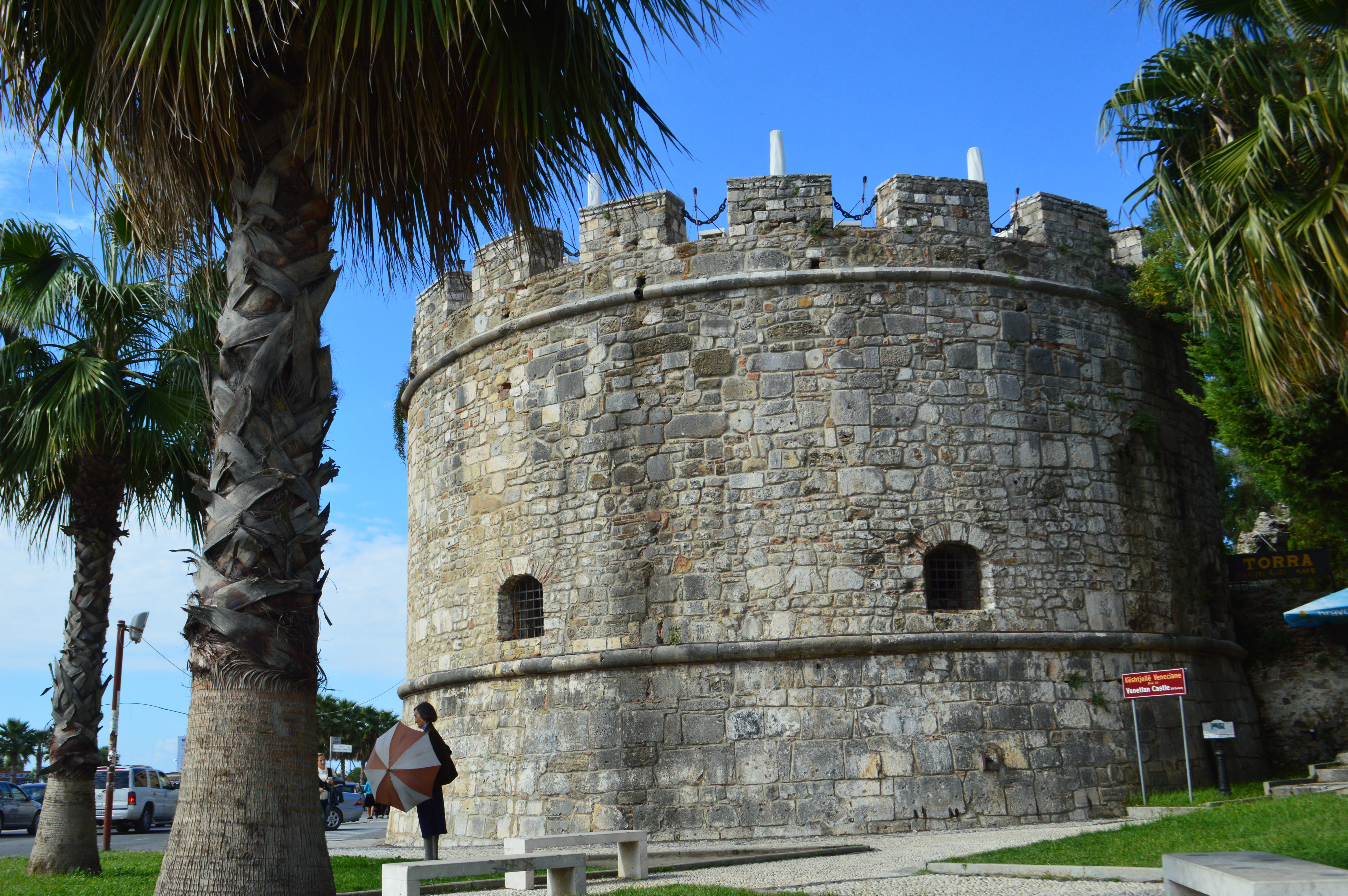
阿尔巴尼亚古城都拉斯的城墙

在这段至今为止没有很好地研究过的、被历史学家们争论得非常激烈的时期，是阿尔巴尼亚民族的诞生。其诞生地可能是阿尔巴尼亚中部或北部的山地，其核心可能是一个游牧文化，其机动性可能为其传播带来有利条件。
14世纪，阿尔巴尼亚语已有记录，其传播地区一直延伸到今天希腊北部和科索沃。

### 斯拉夫人
在民族大迁徙后期有许多斯拉夫人定居，至今也有许多斯拉夫地名。
1040至1041年，都拉齊翁軍區長官蒂霍米爾起兵並參與保加利亞彼得·德爾堅的叛亂。
11世纪末，意大利南部的诺曼人军队多次经过阿尔巴尼亚南下前往希腊。1204年，在第四次十字军东征的过程中，拜占庭帝国丧失对阿尔巴尼亚的控制。1205年，都拉其翁城向威尼斯人投降。
阿爾巴尼亞公國位在阿爾巴尼亞北部，以克魯亞作為首都。1204年之前，是拜占庭帝國的自治公國。1204年後，跟隨伊庇魯斯專制國。統治者通過婚姻和同盟與塞爾維亞尼曼雅家族建立聯繫。1252年，服從尼西亞帝國。
1272年2月21日，安茹的查爾斯成為阿爾巴尼亞王，與西西里王國建立共主聯盟。查爾斯實行軍事統治並徵收新稅，沒收土地以支持安茹貴族，條約中承諾的自治和特權被“事實上”廢除。阿爾巴尼亞貴族被排除在政府之外。為統治當地，查理以貴族的兒子為人質。造成貴族不滿，並開始與拜占庭皇帝邁克爾八世進行接觸，以承認特權。
1331年12月26日，腓力去世，兒子羅伯特（Robert）繼承。羅伯特的叔叔約翰不想對他的侄子宣誓效忠，於是以亞該亞侯國向羅伯特換取5,000盎司黃金和阿爾巴尼亞王國，此後約翰改稱都拉斯公爵。1336年，查爾斯繼承都拉斯公爵。1343年4月21日，與卡拉布里亞的瑪麗亞結婚。最後在阿韋爾薩被匈牙利人抓住並斬首。1348年，四歲的喬安娜以女公爵的身分繼承。1365年，21歲的喬安娜與路易（Louis of Navarre）結婚。最初是塞爾維亞的附庸。1355年，在威尼斯的影響下獨立。1417年，被奧斯曼征服。
1368年，卡爾·索皮亞（Karl Thopia）佔領都拉斯創建阿爾巴尼亞公國。1385年，下澤塔領主巴爾沙二世佔領都拉斯，卡爾尋求奧斯曼帝國的幫助，巴爾沙的部隊在薩夫拉戰役中被擊敗，卡爾奪回都拉斯。1392年，卡爾去世，卡爾·索皮亞的兒子傑爾吉（Gjergj）投降威尼斯，並將都拉斯交出。
1386年，約翰·澤尼維西（John Zenevisi）創建吉羅卡斯特公國。後被土耳其人趕走。1418年，在科孚島去世。
1417年，卡斯特里奧蒂公國屬於奧斯曼帝國。
1423年至1443年，為奧斯曼帝國軍事指揮官。
1443年11月28日，斯坎德培领导阿尔巴尼亚人反抗鄂图曼帝国，此後公開放棄伊斯蘭教，皈依天主教，被視為阿尔巴尼亚的民族英雄。
1443年至1447年，順從威尼斯。
1444年3月2日，在威尼斯人發起下成立，由阿爾巴尼亞的領主組成，以斯坎德培為領導，對抗奧斯曼帝國。
1451年，奉那不勒斯為宗主。1460-1462年，參加那不勒斯遠征，及時拯救那不勒斯王斐迪南。1463年，威土戰爭爆發，與敵對的威尼斯和解，共同對抗強大的土耳其。

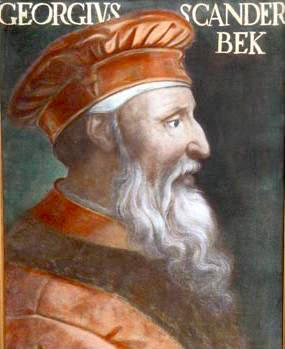
阿尔巴尼亚起义领袖乔治·卡斯特里奥蒂·斯坎德培，被后世奉为民族英雄。今日阿尔巴尼亚国旗、国徽采用其家族的双头鹰图案

1468年1月，過世。

## 奧斯曼統治
1385年，應阿爾巴尼亞貴族卡爾·索皮亞的邀請進入阿爾巴尼亞，以在薩夫拉戰役中壓制另一位阿爾巴尼亞貴族巴爾沙二世的部隊。1420年，控制中阿爾巴尼亞。1478年，奧斯曼帝國完全占领阿尔巴尼亚，并统治400多年。1481年，阿爾巴尼亞人再次起義。1488年，奧斯曼帝國重新控制。
在这期间，多数阿尔巴尼亚人接受伊斯兰教，成为穆斯林，随后以土耳其新軍的身份作战，在奥斯曼帝国取得政治地位。例如19世纪的奧斯曼屬國埃及的总督穆罕默德·阿里帕夏就是阿爾巴尼亞人。

## 独立
阿爾巴尼亞人本來獨立意識並不強，但1912年塞爾維亞、黑山、希臘、保加利亞組成聯盟向奧斯曼帝國宣戰，結果大勝，塞爾維亞更打算奪取阿爾巴尼亞領土，從而取得進入地中海的港口。但與塞爾維亞敵對的奧匈帝國不願塞爾維亞坐大，便協助阿爾巴尼亞的民族主義者伊斯梅爾·捷馬利（獨立後成為阿爾巴尼亞親王國第一任總理）在阿爾巴尼亞南部城市發羅拉宣佈獨立。
1912年11月28日，阿尔巴尼亚独立於奧斯曼帝國，成立阿爾巴尼亞獨立國，一個議會制國家，而非君主制。1912年12月4日，阿爾巴尼亞臨時政府成立，控制南部，首都瓦羅納。
1913年，欧洲承认阿尔巴尼亚的国境。塞尔维亚喪失阿爾巴尼亞後，獲得有大量阿尔巴尼亚人居住的內陸地區科索沃和马其顿的西北部作為補償，为之後的科索沃戰爭埋下伏線。
1914年1月22日，臨時政府瓦解。1914年2月21日，威廉成為親王。1914年3月7日，威廉和家族抵達阿爾巴尼亞。在埃薩德 ·帕夏（Essad Pasha）發起的伊斯蘭起義之後，1914年9月3日，離開阿爾巴尼亞，但未放棄對王位的要求。
1913年10月16日，埃薩德·帕夏設立，控制中部，首都都拉斯。1914年3月7日，威廉到達都拉斯港。

## 第一次世界大戰
第一次世界大战中阿尔巴尼亚再次被占领。

##### 流亡政府（1916－1918）
1915年，奥匈帝国占领阿尔巴尼亚北部，意大利占领其东南部，法国占领都拉斯。当1915年奥地利军队占领塞尔维亚时，战败的塞尔维亚军队经过阿尔巴尼亚逃向希腊。

### 意大利保護國（1917－1920）
1917年6月23日，成立。
1920年8月2日，撤軍。

### 法國保護國科爾察共和國（1917－1920）
1916年12月10日，簽署協議。
1920年6月15日，撤軍。
1918年，希腊占领都拉斯。在1919年的巴黎和會上，阿尔巴尼亚的代表团能够达到重建阿尔巴尼亚的目的。虽然希腊和意大利不愿撤兵，但於1920年被阿尔巴尼亚人驱逐。
战后阿尔巴尼亚的情况依然动荡不安。各地酋长争权，政府交替平凡。

### 米爾迪塔共和國（1921）
1924年东正教主教凡·诺利（Fan Noli）企图立宪，举行选举，但在六个月中就被推翻。

### 阿爾巴尼亞共和國（1925－1928）
1924年，艾哈迈德·佐格發動政變，並在1928年加冕为王，依靠軍隊支持開啟14年的個人獨裁統治。後出自经济原因導致他成为意大利法西斯的追随者。

### 阿爾巴尼亞王國（1928－1944）

#### 意占時期（1939－1943）
1939年4月7日，意大利吞併阿尔巴尼亚，左古下台。

#### 第二次世界大战

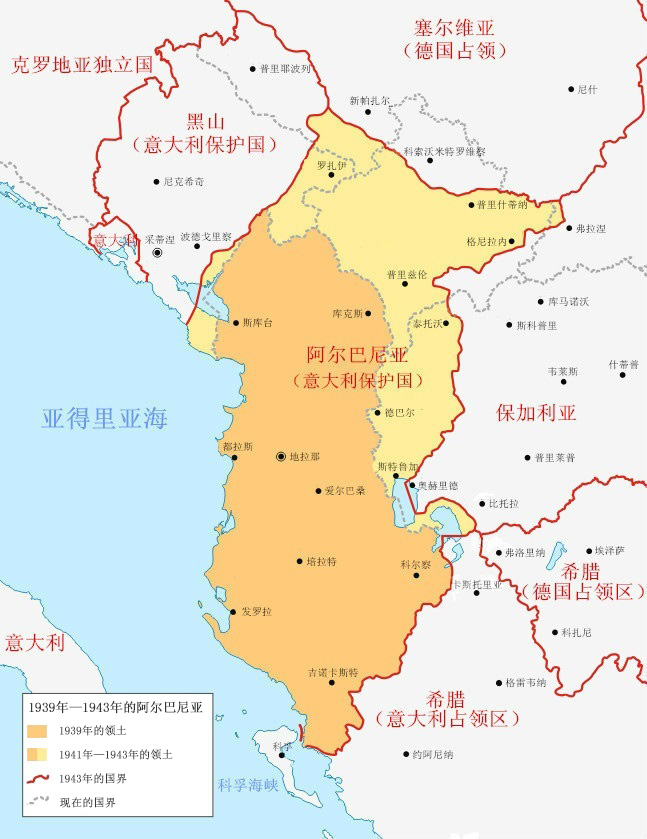
1939年－1943年的阿尔巴尼亚

1940年，意大利參與第二次世界大戰，並從阿爾巴尼亞出兵侵略希臘，但被希臘擊退，甚至被反攻入阿爾巴尼亞境內數十公里。
1941年，因進軍失敗，德國南下侵佔南斯拉夫及希臘，之後德國將南斯拉夫的科索沃併入阿爾巴尼亞。
1943年，意大利投降後，阿爾巴尼亞被德軍佔領。

#### 德占時期（1943－1944）
反抗占领军的游击队互相之间也敌对。其中有保皇派的，有民族-共和国派的，也有共产党的。
1941年，阿尔巴尼亚共产党组建，1944年初成为反抗组织的主力，加上1944年11月德軍主力撤出，在不靠外国的帮助便能够解放国家。

### 阿爾巴尼亞民主政府（1944－1946）
1944年，由恩维尔·霍查和穆罕默德·谢胡领导的阿尔巴尼亚共产党（1948年改名阿尔巴尼亚劳动党）建立阿尔巴尼亚民主政府，掌握政权，其它党派被禁止活动，许多反共的国民阵线成员被处决。

### 阿爾巴尼亞人民共和國（1946－1976）

#### 霍查與劳动党执政
1946年1月11日，阿爾巴尼亞人民共和國成立。

##### 五年计划
霍查与斯大林的关系非常好。在苏联援助下，阿尔巴尼亚完成1951年至1955年的第一个五年计划。
1953年，斯大林死后，阿尔巴尼亚与赫鲁晓夫政权逐渐决裂。

##### 阿蘇決裂
1960年，开除“勾结苏修进行反党活动”的利丽·贝利绍娃出党
1961年，阿尔巴尼亚劳动党“五大”中提出苏联背叛社会主义革命。
1961年12月，苏联与阿尔巴尼亚断交，阿尔巴尼亚随后在欧洲被完全孤立。
1961年，苏阿决裂后，霍查决定依靠中華人民共和国。中華人民共和国向阿尔巴尼亚提供大量的经济援助，阿尔巴尼亚仿效文化大革命，发动“革命化运动”。
霍查总是怕苏联、南斯拉夫、希腊、美国和意大利等国家要入侵阿尔巴尼亚。为此在全国建立70多万个碉堡（当时全国人口还不到250万）。
1967年，基督教和伊斯兰教在阿尔巴尼亚被禁止。大多数教堂和清真寺被改为仓库或电影院。只有少数改为博物馆的得到保护。
1968年，苏联入侵捷克斯洛伐克之后，阿尔巴尼亚退出华沙条约组织。
1970年代以后，阿尔巴尼亚与南斯拉夫和希腊的关系有所缓解，并同瑞士、瑞典等国家建立外交关系。

##### 阿中決裂
1972年，美国总统尼克松访华后，阿尔巴尼亚对中華人民共和国的关系开始恶化，霍查不点名批评毛泽东为“新修正主义者”，并猛烈批判他的三个世界理论。
1976年，毛泽东死后，两国关系更加恶化，霍查公开批判中華人民共和国国新领导人“走修正主义和资本主义路线”，同时提出霍查主义。中国则加以还击，邀请铁托访华。

### 阿爾巴尼亞社會主義人民共和國（1976－1991）
1976年12月28日，改稱阿爾巴尼亞社會主義人民共和國。
1978年，中華人民共和国停止对阿尔巴尼亚的全部援助项目，并撤回在阿尔巴尼亚的所有专家。
1979年中越战争期间，阿尔巴尼亚指责中華人民共和国为侵略国。

#### 阿利雅执政
1985年，霍查死后，阿利雅继承他的政策。

##### 东欧剧变
随着东欧剧变，阿尔巴尼亚的外交政策开始松动。
1989年开始，东欧各国反对派開始以集會及示威方式推翻政府，其後東歐各国的共產黨相继丧失政权，尤其是罗马尼亚共產黨领导人齐奥塞斯库在羅馬尼亞革命中被革命发起者及救國陣線就地处决之后，阿利雅意识到如果不进行改变，他很可能成为下一个被处死的领导人。因此迅速地签署赫尔辛基协议，承诺保护人权。
1990年7月，阿利雅宣告与苏联复交，并宣布苏联不再是“修正主义国家”。1991年，与美国复交。

### 阿爾巴尼亞共和國

#### 民主化
1991年，实行首次多党大选，阿尔巴尼亚劳动党获胜。迫于反对派的压力，1992年，再次举行大选，阿尔巴尼亚民主党获胜。阿尔巴尼亚是东欧国家中最后一个结束社会主义制度的国家。
但是民主化初期并没有为阿尔巴尼亚带来期望中经济和政治上的迅速改善，反而适得其反，因為有黑手黨和貝里沙領導的民主黨操控全國大部分銀行以至銀行倒閉，出现更加糟糕的政治紊乱和经济倒退。由於經濟倒退和1997年內亂問題，1990年以后几年，许多阿尔巴尼亚人试图靠陸路及水路偷渡到鄰國意大利或瑞士，以逃离这个灾乱频生的国度，當中亦包括足球員。直至今日仍有阿爾巴尼亞人因經濟問題偷渡或移民往西歐國家，但近年隨著政局和社會穏定下來，出逃人數也逐年減少。而民主化早期的阿爾巴尼亞民主黨推行的各种的政治和经济的改革成效甚微。不過自從1997年內戰後阿爾巴尼亞的經濟顯著改善，貿易逐步對外開放，人民生活水平得以提升，經濟改革成效最大的產業包括旅遊業、服務業、商業。

#### 內戰（1997）
1996年和1997年阿尔巴尼亚银行的危机给全国带来巨大的动荡。1997年3月10日起除首都地拉那市中心外全国的管理瘫痪，国家陷入内战的状态。由希腊、意大利、西班牙、法国、土耳其和罗马尼亚组织的一支国际维护和平军队将冲突平息。

#### 內戰後至今
1997年7月24日，进行全国选举，内乱情况才缓解，国家经济和人民生活开始改善。但內戰後阿尔巴尼亚的经济依然有许多困难，国内失业率仍較高，2016年全國失業率約17%左右。2010年以後政治系统已變得稳定，2013年社會黨和民主黨達成政治、經濟、社會制度改革共識(雖然兩黨立場除了在加入歐盟和親美議題有一致共識支持外仍然強烈分歧)。而目前國家整體經濟已有显著的改进，阿爾巴尼亞也因此脫離最不發達國家行例並成為發展中國家行例。
2009年4月，阿爾巴尼亞與克羅地亞一起正式加入北约，加入北約代表阿爾巴尼亞完全成為西方陣營一份子，加入北約後的阿爾巴尼亞經常與北約一起參與防範俄羅斯軍事勢力軍演，而且阿爾巴尼亞軍隊也在加入北約後廢除使用蘇聯式和中國武器，改為使用大量美國、德國、意大利等國的武器。
2014年6月，阿爾巴尼亞正式成为欧盟候选国，成為歐盟候選國後的阿爾巴尼亞政府改革行政區劃，例如將阿爾巴尼亞分為3大部分(即北、中、南部分)，並廢除農村地區架構，以迎合入歐談判要求。
2016年6月，一向球隊實力被外界看低的阿爾巴尼亞國家足球隊首次打入2016年法國主辦的歐洲國家盃，成為該屆最爆冷的球隊之一，並取得決賽周分組賽第3名成績。雖無緣進一步打入16強賽事但絕大部分阿爾巴尼亞人也滿意賽果，國家隊返回阿爾巴尼亞時候受到阿爾巴尼亞政府尊貴的款待，並受到大量國民的英雄式歡迎慶祝。
2019年11月，阿爾巴尼亞發生6.7級強烈地震，震央位於港口城市都拉斯郊區，為該國近年最嚴重的地震之一，共造成數百人死傷；由於地震發生時正值是阿爾巴尼亞獨立日長假期，因此阿爾巴尼亞政府便取消地震後多個獨立日慶祝活動。
2020年至2021年，受武漢肺炎疫情影響，阿爾巴尼亞政府曾於2020年上半年全面封關，唯因經濟旅遊考量而早在同年下旬取消全面封關。其後雖然數度收緊部分防疫限制(包括晚上禁堂食令、社交距離限制)，但不至於全部強制實行(包括只建議國民帶口罩和只建議國民接種疫苗)。及後於2021年下旬阿爾巴尼亞政府已開始對外全面開關並於2022年5月取消所有防疫限制，為全球繼瑞典、英國後，與多個巴爾幹國家成為最早實行與病毒共存的國家之一。
2022年2月起，隨著俄羅斯入侵烏克蘭戰爭爆發至今，阿爾巴尼亞政府持續向烏克蘭政府和烏克蘭軍隊提供大量經濟和軍事援助，並歡迎烏克蘭難民前往阿爾巴尼亞尋求庇護。另外，阿爾巴尼亞政府亦與美國政府站在一道，多次在聯合國發起制裁俄羅斯政府的裁決。
2022年7月，歐盟批准阿爾巴尼亞和北馬其頓開始啟動加入歐盟談判，目前阿爾巴尼亞入盟談判進度與較早開始入盟談判的塞爾維亞和黑山距離拉近。
2022年7至9月，由於伊朗政府認為阿爾巴尼亞政府收容伊朗反政府組織成員是邪惡軸心行為，於是伊朗不斷縱容該國、俄羅斯乃至中國的駭客入侵阿爾巴尼亞政府和國民網絡系統，導致阿爾巴尼亞多個網站數次被完全攻陷。阿爾巴尼亞政府便於9月與伊朗斷交，並與俄羅斯和中國的關係進一步惡化。
2023年1月，阿爾巴尼亞科研機構首次在美國發射人造衛星。